# Seznam letališč na Poljskem
| Mesto        | Lokacija    | Vojvodstvo           | IATA-koda | ICAO-koda | Ime                                | Uradna spletna stran      |
| ------------ | ----------- | -------------------- | --------- | --------- | ---------------------------------- | ------------------------- |
| Bidgošč      | Szwederowo  | Kujavsko-Pomorjansko | BZG       | EPBY      | Letališče Ignaca Jana Paderewskega | www.plb.pl                |
| Gdansk       | Rębiechowo  | Pomorjansko          | GDN       | EPGD      | Letališče Lecha Wałęse             | www.airport.gdansk.pl     |
| Gdynia       | Kosakowo    | Pomorjansko          | QYD       | EPOK      | Letališče Gdynia                   | www.airport.gdynia.pl     |
| Katovice     | Pyrzowice   | Šlezijsko            | KTW       | EPKT      | Letališče Katovice                 | www.katowice-airport.com  |
| Krakov       | Balice      | Malopoljsko          | KRK       | EPKK      | Letališče Janeza Pavla II.         | www.krakowairport.pl      |
| Lodž         | Lublinek    | Lodzsko              | LCJ       | EPLL      | Letališče Władysława Reymonta      | www.airport.lodz.pl       |
| Lublin       | Świdnik     | Lublinsko            | LUZ       | EPLB      | Letališče Lublin                   | www.airport.lublin.pl     |
| Poznanj      | Ławica      | Velikopoljsko        | POZ       | EPPO      | Letališče Henryka Wieniawskega     | www.airport-poznan.com.pl |
| Rzeszów      | Jasionka    | Podkarpatsko         | RZE       | EPRZ      | Letališče Rzeszów                  | www.rzeszowairport.pl     |
| Ščečin       | Goleniów    | Zahodnopomorjansko   | SZZ       | EPSC      | Letališče "Solidarnosti"           | www.airport.com.pl        |
| Varšava      | Modlin      | Mazovijsko           | WMI       | EPMO      | Letališče Mazovijske               | www.modlinairport.pl      |
| Varšava      | Okęcie      | Mazovijsko           | WAW       | EPWA      | Letališče Frédérica Chopina        | www.lotnisko-chopina.pl   |
| Vroclav      | Strachowice | Spodnješlezijsko     | WRO       | EPWR      | Letališče Nikolaja Kopernika       | www.airport.wroclaw.pl    |
| Zielona Góra | Babimost    | Lubuško              | IEG       | EPZG      | Letališče Zielona Góra             | www.lotnisko.lubuskie.pl  |